# ジェフ・ハンネマン
ジェフ・ハンネマン（Jeffry John "Jeff" Hanneman、1964年1月31日 - 2013年5月2日 ）はアメリカ合衆国のミュージシャン、ギタリスト。スラッシュメタルバンド・スレイヤーのメンバーだった。

## 来歴
カリフォルニア州オークランド出身。父は第二次大戦中にノルマンディー上陸作戦に参加し、兄はベトナム戦争に従軍。退役軍人の多い家庭であったことから、戦争が家族間の共通の話題であった。ハンネマン自身もテレビで戦争映画を見たり、戦車や戦闘機のプラモデルを兄弟と一緒に作ったりして育つ。このことは後の彼の創作活動に影響を及ぼしている。特に象徴的なのが、ナチスの医師であるヨーゼフ・メンゲレによって強制収容所で行われた人体実験について書かれたエンジェル・オブ・デスである。この曲はスレイヤーの代表曲となると同時に、その歌詞の過激さが物議を醸した。
1981年にケリー・キングと出会ったことがきっかけとなりスレイヤーを結成。多くの曲で作曲を務め、「エンジェル・オブ・デス」の他、「レイン・イン・ブラッド」、「ウォー・アンサンブル」、「シーズンズ・イン・ジ・アビス」も彼の手によるものである。リフは自宅でオーバーダビングやドラムマシンを用いて作っており、必要に応じて他のメンバーの意見を参考にしている。
2011年に右腕を毒蜘蛛に噛まれたことで壊死性筋膜炎を発症し、療養のため一時的にバンド活動から離脱し、代役としてエクソダスのギタリストであるゲイリー・ホルトが参加した。
2013年5月2日、肝不全により死去。49歳没。

## 人物
- 1997年、1980年代の初めにも会ったことのある女性「キャサリン(Kathryn)」と結婚。子供はおらず、共にロサンゼルスで生活している。妻はバンドのツアー中はずっと家にいるが、二度参加したことがある。
- ライブでは、黒のレガースを装着し、ラスベガス・レイダースのジャージを着て演奏することが多い。
- DVD作品の「スティル・レイニング」では、最後を飾る「レイン・イン・ブラッド」演奏時に立ち位置を間違え、メンバー中ただ一人血の雨をかぶることができなかった。
- レッド・ツェッペリン、アイアン・メイデン、ジューダス・プリースト[2]、ブラック・サバス[3]、エアロスミス[4] といったヘヴィメタルバンドをはじめ、ウェイステッド・ユース、マイナー・スレット[5]、デッド・ケネディーズ、ブラック・フラッグ、T.S.O.L.[2] などのハードコア・パンクバンドにも影響を受けている。

## 使用機材

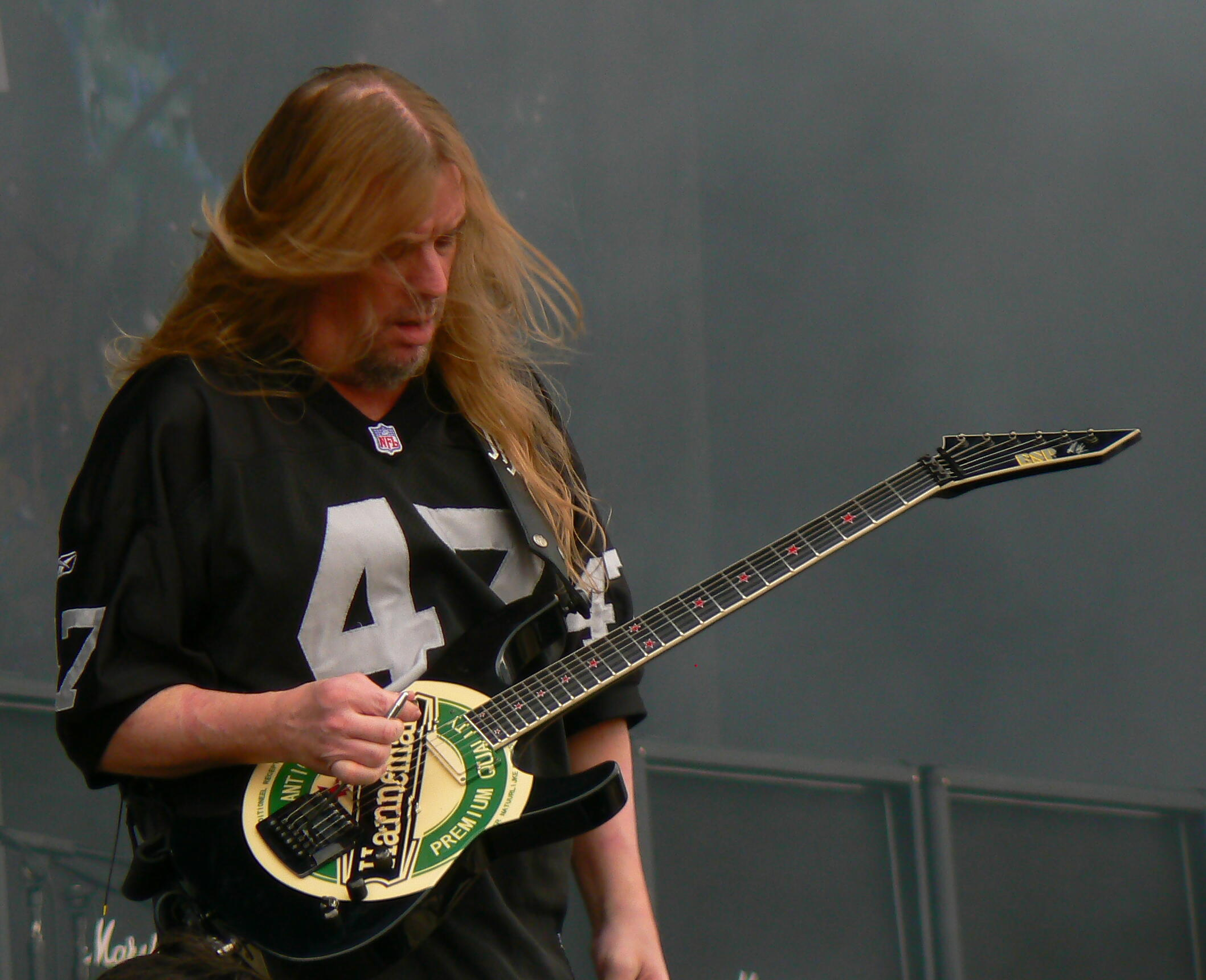
ESP『Hanneman』カラーリングモデルのギター

初期はギブソン・レスポールやB.C.Rich等を使用していた。その後Jacksonの「Soloist」を経て、ESPとエンドースメント契約を結びジェフ・ハンネマンモデル(写真参照。但しこのハイネケンのラベルを模した「Hanneman」カラーリングのギターは本人のみの特別仕様で、市販されていない)を愛用していた。Jackson以来、EMG社製ピックアップとケーラー社製のトレモロ･システムが搭載されていた
が標準となる(これはケリー・キングのギターと同じ仕様となっている)。
ギターアンプは終始一貫してMarshallを使用していた。
ケリー・キングが軽いピッキングでありながらヘヴィな音色を刻むのと対照的に、強いピッキングで演奏するのが持ち味であり、ギターソロの際に弦を切ることがしばしばあった。